# Virgen en la Fuente

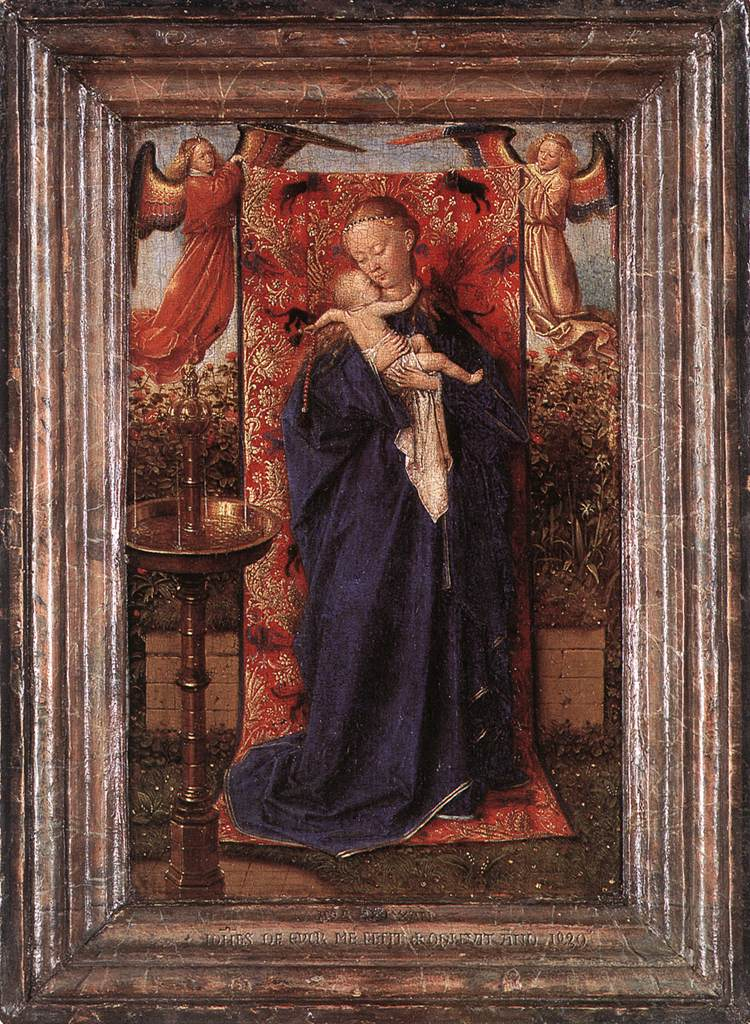
Madonna en la Fuente (1439), óleo sobre tabla, 19 x 12 cm (7.5 x 4.75 en). Museo Real de Bellas Artes de Amberes, Amberes.

La Madonna en la Fuente es un óleo sobre tabla de 1439 pintado por el maestro primitivo flamenco Jan van Eyck. Es un trabajo de finales de su carrera, y su última pintura firmada y datada superviviente. Conserva su marco original, el cual simula mármol y contiene la inscripción; "ALS IXH CAN", "JOHES DE EYCK ME FECIT + [COM]PLEVIT ANNO 1439".
Con solo 19 x 12 cm. la pintura es apenas más grande que una postal. Representa el concepto del hortus conclusus, con una fuente gótica decorativa que representa la fuente de la vida.  La Virgen luce un manto azul, su figura enmarcada por un rico dosel de honor bordado sostenido por dos ángeles. El Niño Cristo sujeta en su mano izquierda un collar de oración, sugiriendo, junto con el rosal detrás de las figuras, el rosario.  A principios del siglo XV el rosario se estaba volviendo cada vez más popular en la Europa del norte. 
Esta representación es inusual por el manto azul de la Virgen; en el Tríptico de Dresde, la Virgen de Lucca, y la Virgen del canciller Rolin, van Eyck siguiendo la tradición nórdica la muestra con manto rojo. El uso del color rojo para la ropa de las figuras sagradas era característica de la pintura flamenca del siglo XV, cuando la cochinilla estaba entre los pigmentos más caros disponibles para teñir textiles. En contraste, los pintores italianos utilizaban el azul ultramar para los mantos de sus Madonnas.  Por ello la elección del azul por van Eyck puede ser visto como evidencia de una influencia italiana.

## Influencia bizantina

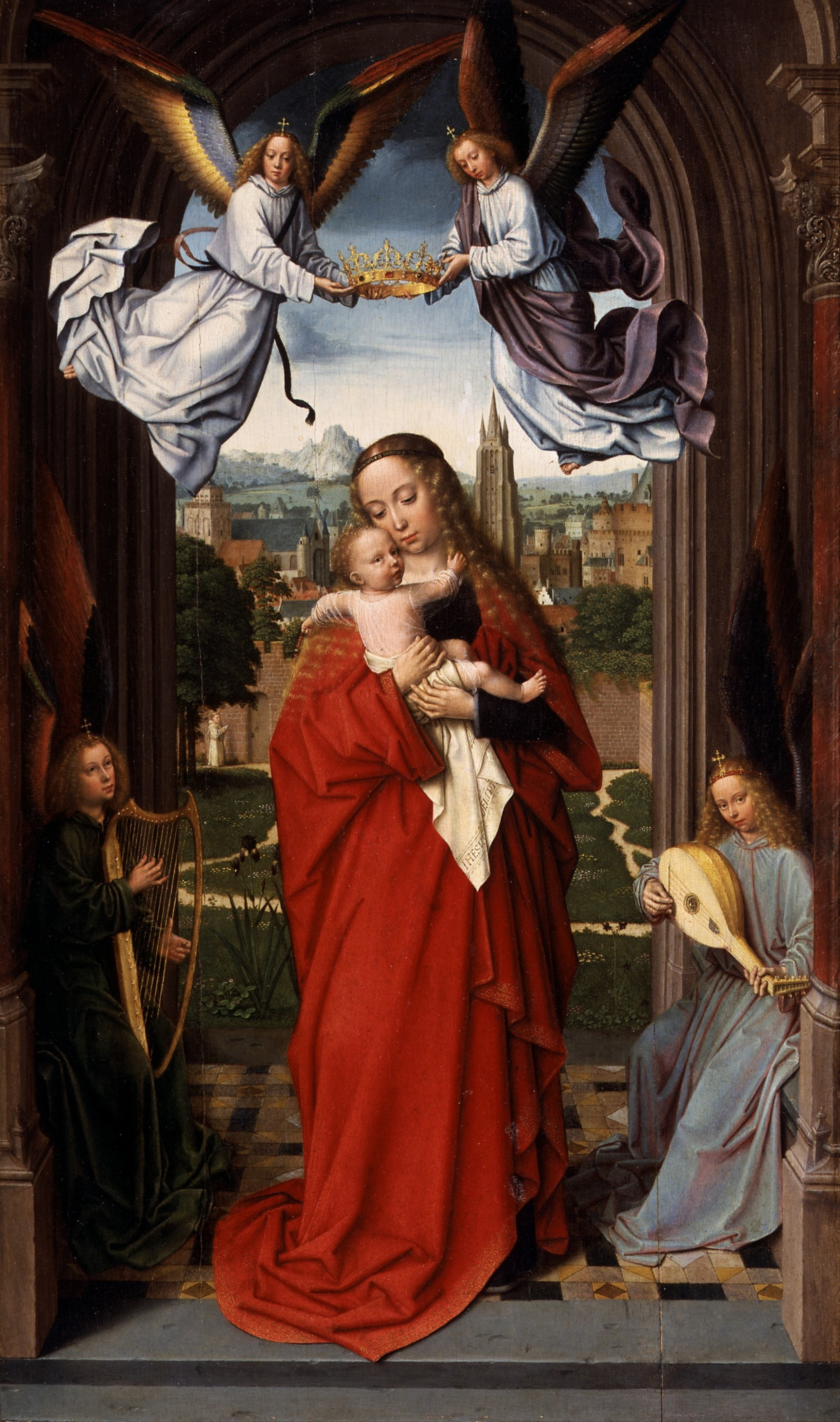
Gerard David, Virgen con el Niño con cuatro ángeles, c. 1510–15. 63,2 cm × 39,1 cm, Museo Metropolitano de Arte de Nueva York.

Junto con la La Virgen en una iglesia en Berlín, es generalmente considerada las dos pinturas de van Eyck de la Virgen y el Niño creadas antes de su muerte en junio de 1441. Ambas obras la muestran de pie, en contraste con su tratamiento anterior del tema, con su figura sedente. El modelo para la Virgen de pie se encuentra en los iconos del arte bizantino, y ambas pinturas representan una versión modificada de la eleusa, o Virgen de la Ternura, donde la Virgen y el Niño unen sus mejillas, y el pequeño se aferra con una mano a la túnica de su madre.  La Virgen en una iglesia lleva un manto azul sobre un vestido rojo.
Durante los siglos XIV y XV gran número de estos trabajos fueron importados al norte, y ampliamente copiados por la primera generación de artistas flamencos, entre otros. La iconografía tardía bizantina, tipificada por el artista desconocido responsable de la Virgen de Cambrai, y los sucesores de Giotto favorecieron una Madonna a escala monumental, y se acepta por los historiadores del arte que van Eyck absorbió estas influencias, aunque cuándo y a través de qué trabajos se discute. Se cree que tuvo una exposición directa a ellas durante su visita a Italia, la cual ocurrió en 1426 o 1428. Estas dos tablas de van Eyck fueron muy reproducidas y frecuentemente copiadas por talleres comerciales durante todo el siglo XV.  
Es posible que las reminiscencias bizantinas de estas imágenes estén también conectadas con los intentos contemporáneos a través de la diplomacia para conseguir la reconciliación con la Iglesia ortodoxa griega, en la que el patrón de van Eyck, el duque Felipe el Bueno, tomó un interés entusiasta. La obra Retrato del cardenal Niccolò Albergati (c. 1431) muestra a uno de los diplomáticos más implicados en estos esfuerzos, actuando para el Papado. 

## Copias
La imagen fue muy apreciada y copiada, con una copia de alta calidad asignada al taller de van Eyck realizada justo después del original (colección Privada, Maastricht).  Hay un dibujo de las figuras centrales de la copia de taller por Gerard David de aproximadamente 1500-1510 en el Kupferstichkabinett de Berlín, presumiblemente utilizado para su versión de la obra, pero con cuatro ángeles y un fondo de paisaje panorámico de Brujas detrás, ahora en el Museo Metropolitano de Arte, de Nueva York. Fue concebido como una copia precisa, pero los elementos nuevos fueron añadidos mientras el trabajo avanzaba, como han descubierto análisis científicos modernos. 